# 翟誥
翟誥（？—？），字錫三，清朝政治人物。安徽涇縣人。
翟誥為監生出身。初官寶慶府經歷。道光八年（1828年）七月，任职湖南永順府龍山縣知縣。道光十二年（1832年）任湖南保靖縣知縣。道光二十二年（1842年）署湖南鳳凰直隸廳同知。咸丰元年（1851年）升湖南永順府知府。咸丰七年（1857年）十一月，由湖南辰沅永靖道道员升任廣西按察使。咸丰八年正月二十（1858年3月5日），命开缺为候补按察使，仍留湖南辰沅永靖道本任。历升江西、湖南按察使。咸豐十年（1860年）署湖南巡撫。次年休致。